# Charles II de Lorraine
Pour les articles homonymes, voir Charles de Lorraine.
Charles II de Lorraine, dit le Hardi, né en 1364, mort à Nancy le 25 janvier 1431, est duc de Lorraine de 1390 à 1431. Il est le fils aîné du duc Jean Ier de Lorraine et de Sophie de Wurtemberg.

## Biographie
Dans sa jeunesse, il est très lié avec Philippe II le Hardi, duc de Bourgogne ; ils ont été compagnons d'armes à plusieurs reprises. Il continue d'abord la politique initiée par son père, s'éloignant de la cour de France pour se rapprocher de la Bourgogne (dont la puissance devient menaçante). Il se défie de Louis Ier d'Orléans qui a soutenu les habitants de Neufchâteau contre son père le duc Jean Ier et se montre partisan du roi des Romains Venceslas de Luxembourg, lequel sera déposé et remplacé en 1400 par Robert de Wittelsbach, comte palatin du Rhin et beau-père de Charles.
Le duc participe à plusieurs expéditions de croisades :
- en 1391 à Tunis ;
- en 1396 à Nicopolis, avec Jean sans Peur, fils de Philippe le Hardi ;
- en 1399, en Livonie aux côtés des Chevaliers teutoniques.

En 1405 et 1406, de multiples incidents opposent les sergents du duc aux officiers du roi Charles VI dans les fiefs français enclavés dans le duché de Lorraine. De plus, le frère du roi, Louis d'Orléans, qui a reçu en gage le duché de Luxembourg, veut se créer une principauté dans la région. À la tête d'une coalition formée par le duc Robert Ier de Bar, le duc de Luxembourg et le comte de Namur, le prince Français attaque le duché de Lorraine, mais il est vaincu au printemps 1407 à Corny-sur-Moselle, puis en juillet 1407 à Champigneulles. L'assassinat de Louis Ier d'Orléans à Paris le 23 novembre 1407 met fin à cette guerre. Charles se rallie aux Bourguignons dans la guerre civile qui les oppose aux Armagnacs. Il évite cependant de s'engager dans le conflit franco-anglais et ne répond pas à l'appel du roi en 1415, bien que son frère Ferry Ier de Vaudémont combatte à bataille d'Azincourt et y soit tué. La même année, la reine de France Isabeau de Bavière - lointaine cousine de la duchesse de Lorraine -  le nomme connétable de France à la place de Bernard VII d'Armagnac.   Cependant, le duc renonce vite à exercer cette charge.
Le duc de Bourgogne Jean sans Peur est assassiné à Montereau le 10 septembre 1419 et Charles II modifie sa politique pour adopter une position de neutralité entre la France et la Bourgogne. En effet, le nouveau duc de Bourgogne, Philippe le Bon, unifie les Pays-Bas (qui correspondent à l'actuel Benelux). Ses possessions se composent de deux ensembles territoriaux, séparés par la Champagne, province française, le duché de Bar et le duché de Lorraine. Cette politique de neutralité, puis un rapprochement avec le roi Charles VII, permettent au duc de Lorraine de faire face à la menace bourguignonne et de négocier le mariage de son héritière Isabelle avec le capétien René d'Anjou, beau-frère de Charles VII et surtout héritier du duché de Bar.
En 1420, par le mariage des héritiers des deux duchés, Charles II de Lorraine devient régent du duché de Bar et tuteur de René d'Anjou qui n'a que 10 ans, et ce jusqu'à sa prise de pouvoir sur le duché de Bar en 1430.
Cependant, son neveu, Antoine de Vaudémont n'accepte pas d'être écarté de la succession et prend les armes. Charles II doit le combattre en 1425, sans grand succès. Les États de Lorraine confirment la légitimité d'Isabelle de Lorraine comme fille et unique héritière du duché de Lorraine.
Au début de l'année 1429, Charles II, malade, fait venir Jeanne d'Arc en pèlerinage à Saint-Nicolas-de-Port, mais celle-ci lui reproche sa vie dissolue et lui conseille de renvoyer sa maîtresse, Alison du May. Sans suivre ses conseils, il lui donne une troupe pour qu'elle se rende à Chinon mais ne permet pas à son gendre de suivre la « Pucelle ». Il meurt deux ans plus tard, en mettant en garde son gendre, francophile, contre les agissements du duc de Bourgogne.

## Mariage et enfants
Charles II épouse en 1394 Marguerite du Palatinat (1376 † 1434), fille de Robert de Wittelsbach, comte palatin du Rhin, puis roi des Romains, et d'Élisabeth de Nuremberg. Ils eurent :

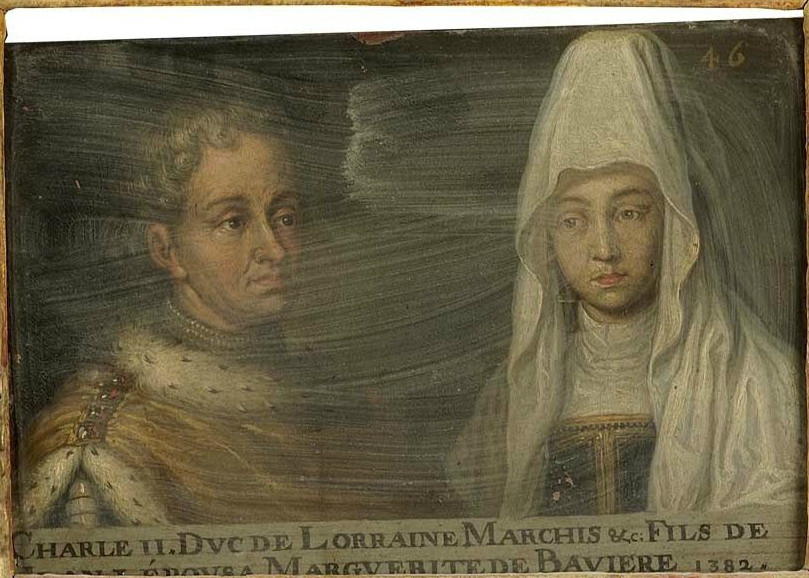
Portraits imaginaires de Charles II et son épouse Marguerite de Bavière (XVIIe siècle)

- Isabelle (1400 † 1453), duchesse de Lorraine, mariée en 1420 à René d'Anjou, duc de Bar et d'Anjou, comte de Provence, roi titulaire de Jérusalem, de Naples, de Sicile et d'Aragon (1409-1480) ;
- Louis, mort jeune ;
- Raoul, mort jeune ;
- Catherine (1407 † 1439), marié à Jacques Ier de Bade margrave de Bade (1407 † 1453).

De sa maîtresse Alison du May (assassinée à Nancy en 1431), il a :
- Ferry, bâtard de Lorraine, acquiert la terre de Bildstein ;
- Jean, dit Pillelipille, bâtard de Lorraine, seigneur de Darnieulles ;
- Ferry de Lunéville, bâtard de Lorraine, cité en 1425[3], chevalier de St.-Jean de Jérusalem, commandeur de Xugney en 1459[4] ;
- Catherine, bâtarde de Lorraine, cité en 1425 ;
- Isabelle, bâtarde de Lorraine, mariée en 1425 à Henri de Liocourt.

## Note
1. ↑  Il aurait dû être numéroté Charles Ier de Lorraine, mais, au siècle suivant, les historiographes lorrains, voulant établir la légitimité des ducs de Lorraine et de Guise et les rattacher directement aux carolingiens, inclurent dans la liste des ducs le carolingien Charles († 991), duc de Basse-Lotharingie.
2. ↑  Le Roi rené dans tous ses États, 2009 (lire en ligne)
3. ↑  Charles Louis Hugo, Traité historique et critique sur l'origine et la généalogie de la maison de Lorraine, 1711 (lire en ligne), p. 162, clxi ; Inventaire-sommaire des Archives départementales antérieures à 1790 : Meurthe-et-Moselle : Série 3 F ̲Fonds dit de Vienne, 1956, p. 108 [3F 438]Second testament de Charles II en janvier 1425 : « a nostre amé filz bastard Ferry de Luneville »
4. ↑  L. Quintard, « La commanderie de Xugney (Vosges) », Mémoires de la société d'archéologie Lorraine, 3e série, vol. 5,‎ 1877, p. 367, lire en ligne sur GallicaInformation que l'auteur tire de Henri Lepage, « Notice sur quelques établissements de l'ordre de Saint-Jean de Jérusalem situés en Lorraine : VIII. Commanderie de Xugney », Annuaire administratif, statistique, historique et commercial de la Meurthe,‎ 1853, p. 58-60 (lire en ligne)